# Mk VIII Cromwell
El tanque Crucero Mk.VIII o A27M Cromwell fue una de las series de tanques de crucero desplegados por Gran Bretaña en la Segunda Guerra Mundial. Nombrado en honor del líder de la guerra civil inglesa, Oliver Cromwell, el Cromwell fue el primer tanque puesto en servicio por los británicos para combinar la alta velocidad de un motor potente y confiable (Rolls-Royce Meteor V12) y un blindaje razonable. Sin embargo, el cañón de alta velocidad de doble propósito originalmente propuesto no se pudo instalar en la torreta y el cañón de doble propósito de velocidad media probó ser inadecuado. Una versión mejorada con un cañón de alta velocidad se convirtió en el tanque Comet.
El nombre "Cromwell" se aplicó inicialmente a tres vehículos diferentes durante su desarrollo. Las primeras etapas del diseño del Cromwell llevaron a la creación del A24 Cavalier. Más tarde, el desarrollo del Cromwell originó la creación de un diseño competidor, el Mk VIII Centaur (A27L). El Centaur estaba estrechamente relacionado con el Cromwell, y ambos vehículos tenían una apariencia externa muy similar. Cromwell y Centaur difieren en el motor utilizado. Mientras que el Centaur tenía el motor Liberty L-12 de 340 CV, el Cromwell tenía el Meteor de 600 CV significativamente más potente.
El Cromwell entró en acción por primera vez en la Batalla de Normandía, en junio de 1944. El tanque equipó los regimientos de reconocimiento blindados del Royal Armoured Corps, en la 7.ª División Blindada, la 11.ª División Acorazada y la División Blindada de Guardias. Mientras que los regimientos blindados de las últimas dos divisiones estaban equipados con M4 Sherman, los regimientos blindados de la 7.ª División estaban equipados con tanques Cromwell. Los Centaur no fueron utilizados en combate, excepto los equipados con un obús de 95 mm, que fueron utilizados en apoyo de los Royal Marines durante la invasión anfibia de Normandía.
En general, las tripulaciones británicas eran escépticas con respecto al Cromwell, prefiriendo el Sherman. Los tanques estadounidenses eran más fiables, más eficientes en combustible y tenían una torreta y un casco mejor diseñados.

## Diseño y desarrollo
El Cromwell y el Centaur fueron la culminación del concepto británico de tanque de crucero, siendo el primero de ellos diseñado para reemplazar al tanque Crusader, que, de hecho, se estaba quedando obsoleto. A finales de 1940, el Estado Mayor publicó las especificaciones para un nuevo tanque, y los diseños fueron puestos a prueba a principios de 1941.
A causa de la usual producción apresurada y la falta de piezas, el A24 Cavalier de Nuffield también tuvo demasiados problemas para ser empleado en combate. Uno de los problemas clave era que el motor Liberty L-12, construido por Nuffield, simplemente no tenía la potencia necesaria para impulsarlo. Este tanque fue producido como un recurso provisional. 
La segunda orden del Estado Mayor para producir un tanque mejor dio lugar al modelo A27.
Se diseñó un nuevo motor específicamente para su empleo en tanques. El motor Meteor estaba basado en el potente Merlin empleado en aviones como el Spitfire. Sin embargo, Rolls-Royce, el fabricante del Merlin, ya estaba totalmente enfocado en la fabricación de este motor y no podía emplear sus maquinarias para el Meteor, por lo que su fabricación fue transferida a la Rover Car Company. Por su parte, Rolls-Royce reemplazó a Rover en el desarrollo de los reactores Whittle. Entonces se proyectó un nuevo diseño, el A27 Mk VIII, para aprovechar el nuevo motor disponible, con una potencia de 600 CV (450 kW), el doble que el motor Liberty. Este sería combinado con la caja de cambios empleada por el tanque Churchill.
Al mismo tiempo, Leyland rediseñó el Cavalier para suministrar una alternativa al Cromwell, siendo este diseño el A27L Centaur (la "L" indica el empleo del motor Liberty y sus componentes de transmisión asociados). La producción empezó en noviembre de 1942. A la Rover le costó un tiempo considerable el preparar sus líneas de producción para el Meteor y no fue sino hasta unos meses después, en enero de 1943, cuando hubo suficientes motores Meteor disponibles y el A27M Cromwell entró en producción. El diseño de serie del Centaur permitía la posterior conversión al motor Meteor, por lo que muchos tanques Centaur fueron convertidos a Cromwell antes de su empleo en combate. 
El armazón era construido mediante remachado, aunque más tarde se construyó con soldadura. Las planchas de blindaje eran unidas al armazón con pernos. Además de Leyland, varias empresas británicas contribuyeron a la producción del Cromwell y el Centaur, entre las cuales figuran LMS Railway, Morris Motors, Metro-Cammell, Birmingham Railway Carriage and Wagon Company y English Electric. Algunas variantes fueron producidas con orugas de 35,36 cm (14 pulgadas) de ancho, empleándose posteriormente orugas de 39,37 cm (15,5 pulgadas).
La producción total del A27 fue de 4.016 tanques, de los cuales 950 fueron Centaur y 3.066 Cromwell. Además, se construyeron 375 chasis de Centaur para ser equipados con una torreta antiaérea, de los que apenas 95 fueron terminados.  
El Cromwell también tuvo que ser revisado antes de entrar en combate. El cambio más importante fue el reemplazo del cañón QF de 6 libras (57 mm) por el cañón ROQF 75 mm (una adaptación del diseño del 6 libras para emplear la munición del cañón estadounidense M3 75 mm) que empleaba un mejor proyectil de alto poder explosivo para poder apoyar el avance de la infantería, aunque hasta junio de 1944 no entró por primera vez en combate durante la Operación Overlord. Este tanque tuvo una reputación diversa entre sus tripulaciones. Era más rápido y tenía una silueta más baja que el Sherman. Sin embargo, aun teniendo un blindaje de un espesor similar, este no estaba inclinado y era menos efectivo que el del Sherman. El cañón de 75 mm, capaz de disparar un proyectil de alto poder explosivo, no era tan efectivo contra blindaje como el 6 libras o el 17 libras, a pesar de ser más potente que el cañón de 75 mm del Sherman. Se inició la construcción de una variante del Cromwell armado con el cañón de 17 libras, pero fue cancelado debido a que la mayoría de tanques armados con el 17 libras empleados en la guerra fueron Sherman Firefly.

## Historial de combate
El Centaur fue principalmente empleado para entrenamiento; solamente los modelos especializados fueron empleados en combate. La versión de apoyo cercano del Centaur armada con un obús de 95 mm en lugar del cañón de 75 mm fue empleada en pequeñas cantidades por el Royal Marines Armoured Support Group en el Día D, mientras que algunos fueron empleados como base para vehículos de ingeniería militar tales como un bulldozer blindado. 
En la campaña de Normandía el Cromwell se enfrentó a los tanques alemanes en Caen, Vierville y Falaise, aunque quedó demostrado que era inferior a los tanques Tiger y Panther, incluso ligeramente inferior al Panzer IV. Los tanques Cromwell lucharon en el XXX Cuerpo Británico en la Operación Market-Garden en septiembre de 1944. En 1945 el Cromwell luchó en el cruce del Río Rin y en la bolsa del Ruhr.
El Sherman fue el tanque más común en las unidades blindadas británicas y de la Commonwealth por motivos de estandarización y logística. Así que los Cromwell solamente equiparon por completo una división, la 7.ª División Blindada. El Cromwell también fue empleado como el principal tanque de los regimientos de reconocimiento de las divisiones blindadas británicas debido a su gran velocidad. A su vez, el Cromwell fue sustituido por pequeñas cantidades del Comet. Aunque el Comet era similar al Cromwell, compartiendo algunos componentes, era un tanque mucho mejor gracias a su cañón de 77 mm (una versión mejorada del 17 libras). 
En el norte de Europa, el Cromwell fue empleado también por las unidades de la 1.ª División Blindada polaca y la Brigada Blindada checa. 
Después de la guerra, el Cromwell siguió en servicio en el ejército británico y también fue empleado por Finlandia y otros ejércitos (la versión cazacarros Charioteer).

## Desempeño
El Cromwell fue el tanque británico más veloz empleado en la Segunda Guerra Mundial, con una velocidad máxima (sin limitador) de 64 km/h (40 mph). Desafortunadamente esta velocidad demostró ser excesiva incluso para la suspensión Christie, por lo que se le instaló al motor un limitador que estaba fijado en 51 km/h (32 mph), siendo todavía rápido para su época. Gracias a su suspensión Chistie, el Cromwell era muy ágil en el campo de batalla. El cañón de 75 mm de doble propósito empleaba la misma munición que el cañón estadounidense de 75 mm, haciendo que tuviera iguales capacidades que un Sherman con el mismo armamento. El espesor promedio del blindaje de un Cromwell iba de los 8 mm a los 76 mm, pero el espesor máximo fue aumentado más tarde a 102 mm con planchas de blindaje que eran aplicadas mediante soldadura. Este blindaje era muy similar al del Sherman, aunque el Cromwell no tenía el mantelete inclinado del Sherman. Las tripulaciones de los Cromwell empleados en el noroeste de Europa tuvieron éxito gracias a su gran velocidad, maniobrabilidad y fiabilidad, sobrepasando a los pesados y lentos tanques alemanes. Sin embargo, el Cromwell todavía no era un oponente para los tanques alemanes y los diseñadores británicos de tanques tuvieron que pasar a otra etapa, el tanque Comet, antes de continuar la carrera del desarrollo de tanques con el Centurion.

## Variantes

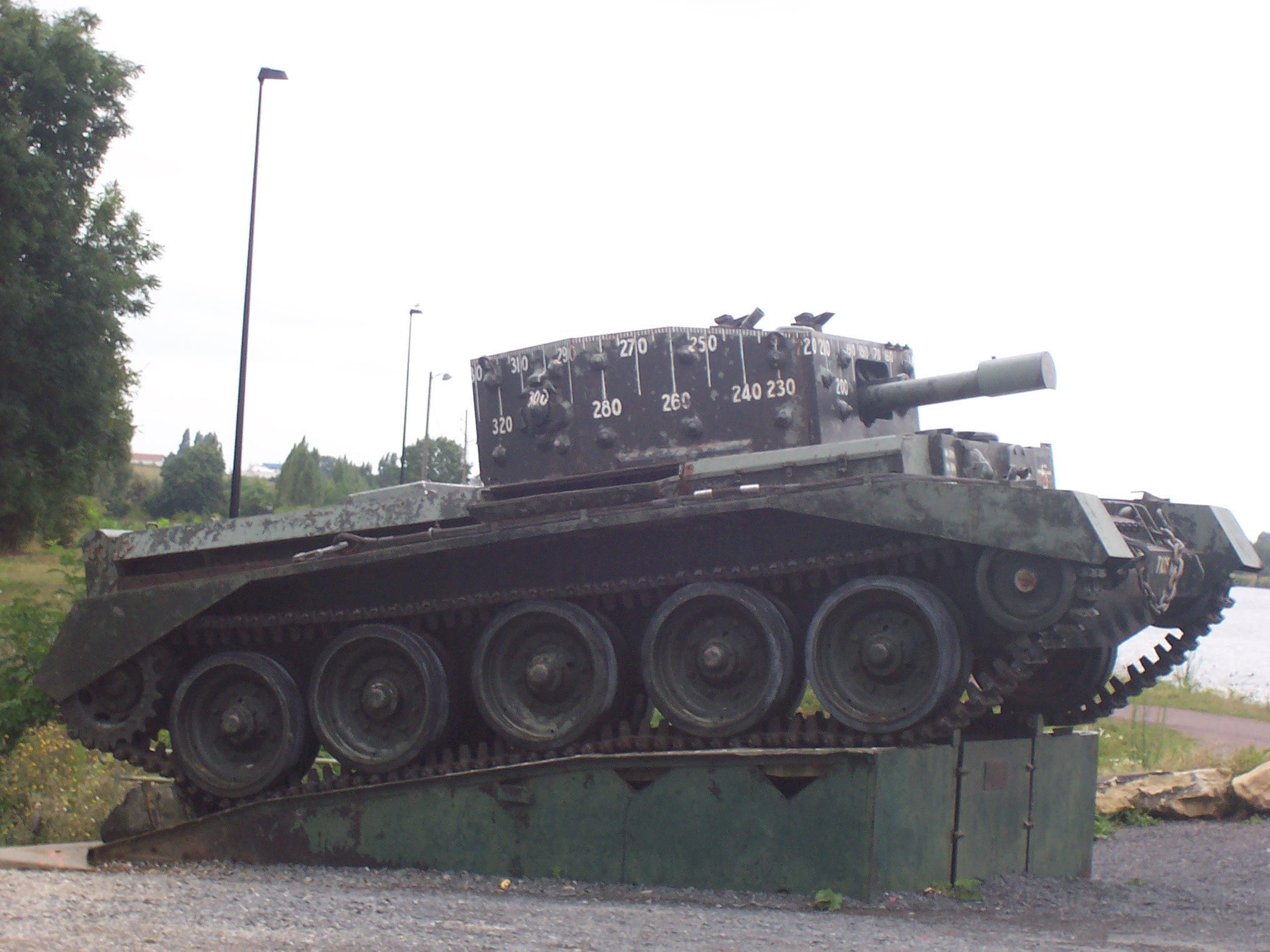
Centaur IV.

Centaur IEl primer diseño. Iba armado con un cañón QF 6 libras (57 mm), con 64 proyectiles. Solamente fue empleado para entrenamiento y se produjeron 1.059 tanques.
Centaur IIUn Mark I con orugas más anchas y sin ametralladora en el chasis. Fue un modelo experimental.
Centaur IIIUn Centaur armado con el cañón ROQF Mk V 75 mm. En 1943, la mayor parte de los Centaur I fueron convertidos a Centaur III, pero unos cuantos quedaron sin convertir. Se produjeron 233 tanques.
Centaur IVUn Centaur armado con un obús de 95 mm (con 51 proyectiles). Esta fue la única versión conocida del Centaur que entró en combate, sirviendo en el Armoured Support Group de los Royal Marines. Los vehículos fueron dotados con equipos anfibios para poder ser desembarcados en Normandía, así como con filtros a prueba de agua en las tomas de aire del motor y cubiertas protectoras en las armas. Se produjeron 114 tanques.
Centaur, AA Mk IUn chasis de Crusader III con una torreta Anti-Aircraft Mk II armada con dos cañones automáticos Polsten de 20 mm. Fueron empleados por primera vez en Normandía, pero se les retiró por ser innecesarios debido a la superioridad aérea aliada. Fueron producidos 95 tanques.
Centaur, AA Mk IIUn chasis de Crusader III con una torreta Anti-Aircraft Mk III armada con dos cañones automáticos Polsten de 20 mm.
Cromwell IExactamente igual al Centaur I, pero equipado con el motor Meteor. Solamente se produjeron 357, debido al reemplazo del cañón de 6 libras (57 mm) por el de 75 mm.
Cromwell IITenía orugas más anchas y no llevaba ametralladora en el chasis para aumentar el espacio de almacenamiento de municiones. No se produjo ninguno.
Cromwell IIIUn Centaur I actualizado, con un motor Meteor V12. Solamente se produjeron unos 200 debido a la escasez de tanques Centaur I.
Cromwell IVUn Centaur III actualizado, con motor Meteor. Fue la variante más numerosa, con más de 1.935 tanques producidos.
Cromwell IVwIba equipado con el motor Meteor y su chasis estaba construido mediante soldadura.
Cromwell VwUn Cromwell armado con un cañón de 75 mm. Su chasis estaba construido mediante soldadura en lugar de ser remachado.
Cromwell VIUn Cromwell armado con un obús de 95 mm. Fueron producidos 341 tanques.
Cromwell VIITanques Cromwell IV y V actualizados con blindaje extra, orugas más anchas y una caja de cambios adicional. Este modelo fue introducido casi al final de la guerra, por lo cual no tuvo mucho empleo en combate. Fueron producidos 1.500 tanques.
Cromwell VIIwUn Cromwell Vw actualizado al estándar del Cromwell VII.
Cromwell VIIIUn Cromwell VI con las mismas mejoras del VII.

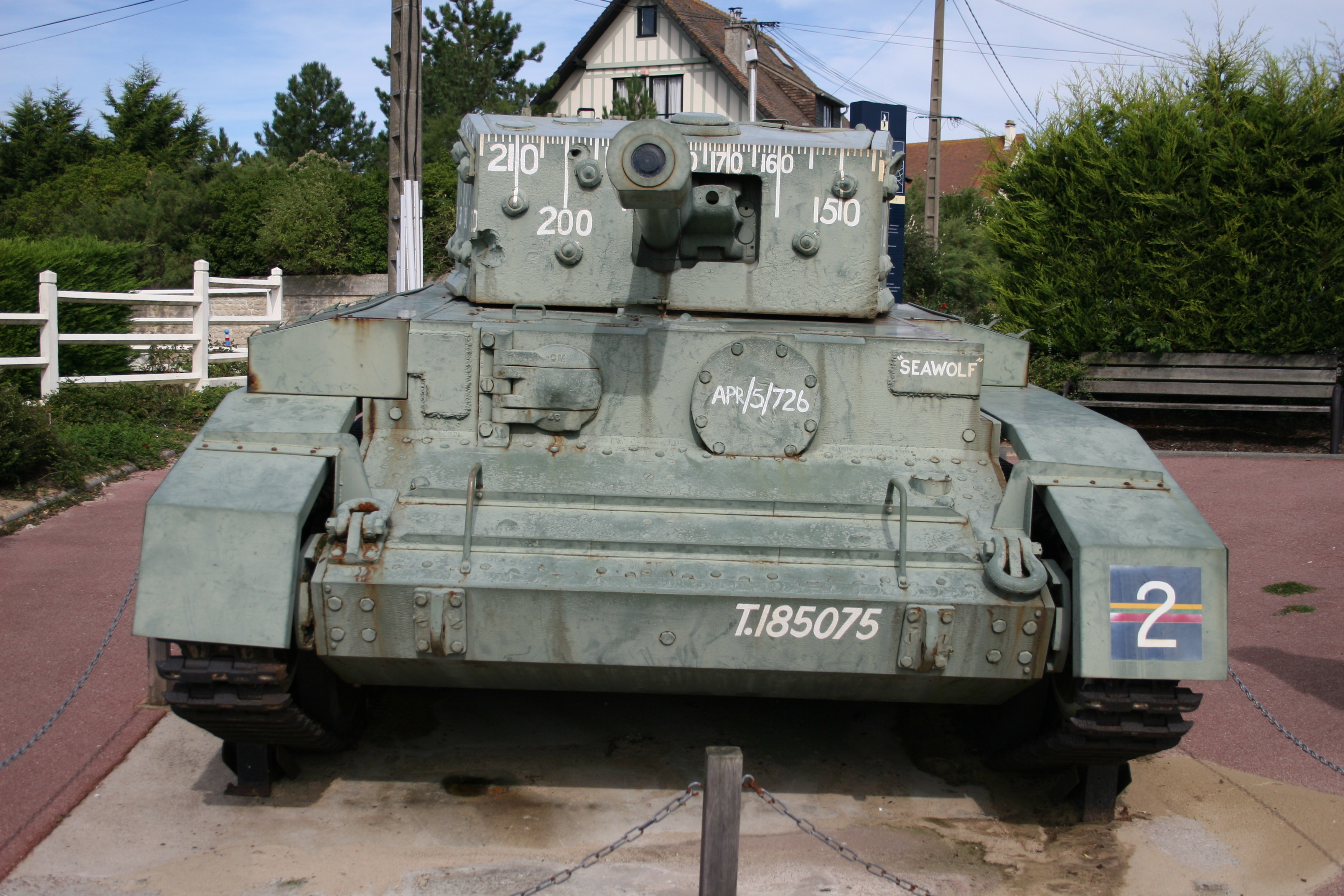
Un Centaur IV detrás de la playa Sword, Normandía, Francia.
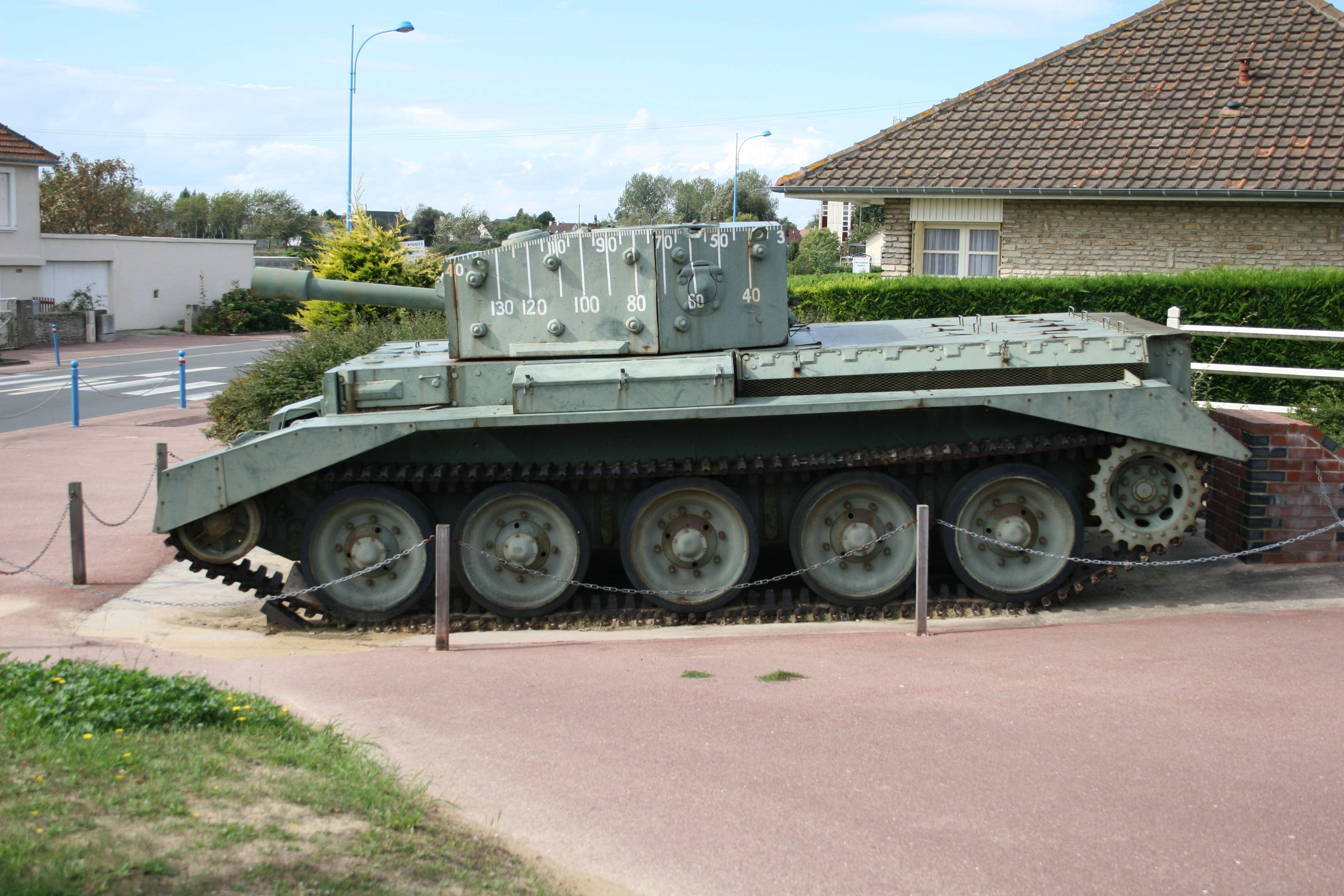
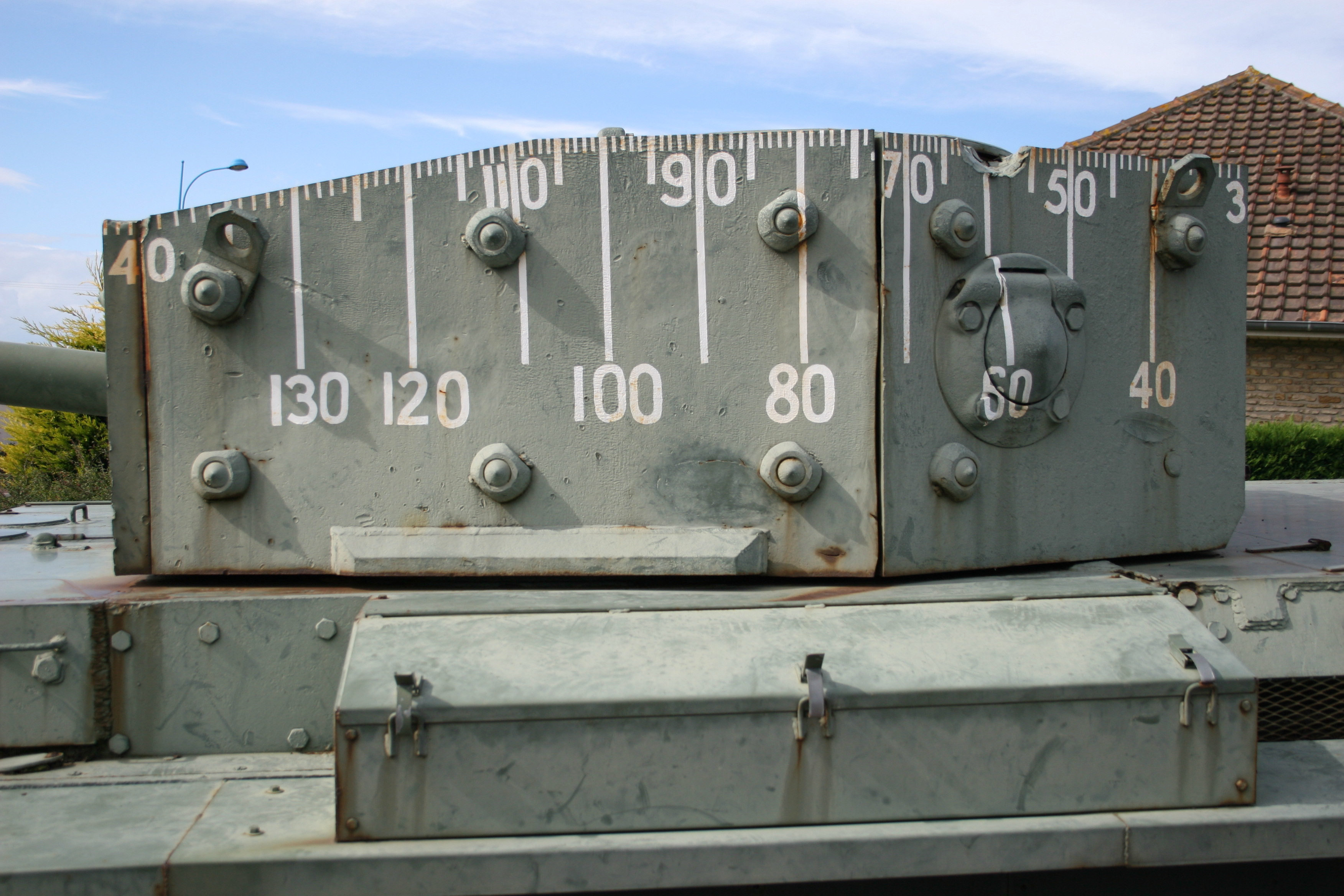

### Vehículos basados en el chasis del Cromwell

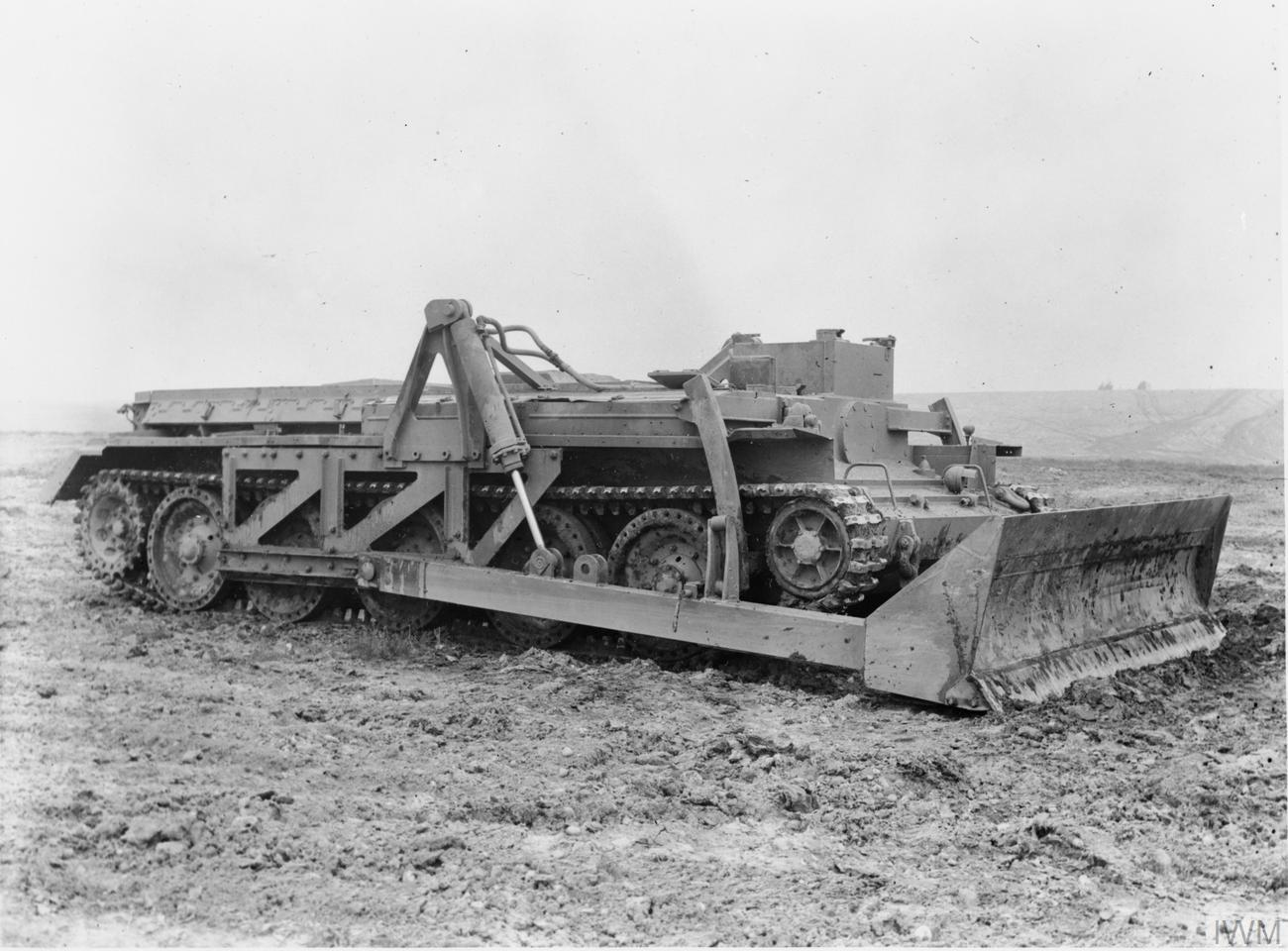
Un Centaur Dozer.

Tank, Cruiser, Challenger (A30)El diseño combinaba un chasis de Cromwell alargado, con un cañón QF 17 libras en una nueva torreta.
SP 17pdr, A30 (Avenger)Una versión del Challenger, con una torreta abierta más ligera.
Centaur DozerUn Centaur sin torreta, equipado con una hoja de bulldozer accionada por un cabrestante. Fue uno de los "Hobart's Funnies". Se produjeron 250 tanques.
Centaur Observation Post (OP)Un Centaur con un cañón falso y equipo de radio extra.
Centaur KangarooUn Centaur sin torreta, para hacer espacio a los pasajeros (se produjeron muy pocos).
Centaur Armoured Recovery Vehicle (ARV)Un Centaur sin torreta, con un cabrestante y un aguilón en forma de "A".
Cromwell CommandSe le retiró el cañón principal y llevaba un radio n.º 19 (Baja Potencia) y un radio n.º 19 (Alta Potencia). Este tanque fue empleado por los oficiales al mando de brigadas y divisiones.
Cromwell Observation PostUn Cromwell IV, VI u VIII equipado con radios extra: dos radios n.º 19 y dos radios n.º 38 (portátiles). Conservaba el cañón principal.
Cromwell ControlIba equipado con dos radios n.º 19 (Baja Potencia) y conservaba el cañón principal. Fue empleado por los oficiales al mando de regimientos.
ExcelsiorFue un diseño experimental con elementos de tanque medio, como posible reemplazo del Churchill.
CharioteerUn chasis de Cromwell con un cañón QF 20 libras (84 mm) montado en una torreta más alta, diseñado en la década de 1950. Fueron producidos 200 tanques.